# HD 71334
HD 71334  — звезда в созвездии Кормы. Находится на расстоянии в 126,7 световых лет (38,85 парсек) от Солнца.
HD 71334 относится к спектральному классу G и, имея видимую звёздную величину 7,8m, не видна невооружённым глазом. Она старше Солнца на 3,5 млрд. лет,  чей возраст оценивается в 4,6 млрд лет. В возрасте 8,1 млрд лет HD 71334 всё ещё находится на стабильной стадии термоядерного горения. HD 71334 имеет более низкую металличность, чем Солнце — 84%.
Как показало исследование, HD 71334 является аналогом нашего Солнца.
Однако всё-таки полным солнечным близнецом, её считать нельзя. На сегодняшний день не найдено ни одного солнечного двойника с точным совпадением всех параметров, как у Солнца, однако есть некоторые звёзды, которые очень близки к тому, чтобы быть идентичными Солнцу, и считаются такими близкими солнечными близнецами большинством общественности. Точный солнечный двойник будет звездой класса G2V с температурой 5 778 К, возрастом, которой должен быть 4,6 млрд лет, с правильной металличностью и не более 0,1% вариацией солнечной светимости. Звёзды с возрастом 4,6 млрд лет находятся в наиболее стабильном состоянии. Правильная металличность и размер также очень важны для низкой вариации звёздной светимости.

## Сравнение с Солнцем
В таблице ниже приведены параметры, по которым проводится сравнение Солнца и  HD 71334.

Спектральная классификация звёзд Морган-Кинана. Наиболее распространённый тип звёзд во Вселенной — М-карлики, 76%. Наше Солнце относится к G-классу (G2V) и имеет возраст 4,6 млрд. лет. Оно более массивно, чем 95% всех звёзд во Вселенной. Только 7,6% звезд являются карликами G-класса

| Название | Координаты J2000   | Координаты J2000 | Расстояние (св.лет) | Спектральный класс | Температура (K) | Металличность (%) | Возраст (млрд. лет) | Примечания |
| Название | Прямое восхождение | Склонение        | Расстояние (св.лет) | Спектральный класс | Температура (K) | Металличность (%) | Возраст (млрд. лет) | Примечания |
| -------- | ------------------ | ---------------- | ------------------- | ------------------ | --------------- | ----------------- | ------------------- | ---------- |
| Солнце   | —                  | —                | 0.00                | G2V                | 5 778           | 100               | 4.6                 | [ 12 ]     |
| HD 71334 | 08ч 25м 49.5с      | −29° 55′ 50″     | 124                 | G2.5V              | 5 701           | 84                | 8.1                 | [ 2 ]      |